# Um die Rochsburg
Um die Rochsburg ist ein Naturschutzgebiet (NSG) im Landkreis Mittelsachsen in Sachsen. Das 259,6 ha große Gebiet in den Gemeinden Burgstädt, Lunzenau und Penig trägt die NSG-Nr. C 01. Es liegt südlich und östlich der Ortslage Rochsburg und umfasst die Talhänge der Zwickauer Mulde und das Brausebachtal.
Das ursprüngliche Naturschutzgebiet (143,6 ha) wurde durch Anordnung des Ministeriums für Landwirtschaft, Erfassung und Forstwirtschaft (MfLEF) vom 30. März 1961 (GBl. II DDR S. 166) festgesetzt und gemäß § 51 SächsNatSchG übergeleitet. Mit der Verordnung des Landratsamtes Mittelsachsen vom 15. Februar 2019 (SächsGVBl. S. 257) wurde es auf seine heutige Ausdehnung erweitert.